# Schaenicoscelis exilis
Schaenicoscelis exilis är en spindelart som beskrevs av Cândido Firmino de Mello-Leitão 1930. 
Schaenicoscelis exilis ingår i släktet Schaenicoscelis och familjen lospindlar. Inga underarter finns listade i Catalogue of Life.